# Aeshna minuscula
Aeshna minuscula är en trollsländeart som beskrevs av Robert McLachlan 1895.
Aeshna minuscula ingår i släktet mosaiktrollsländor och familjen mosaiktrollsländor. Inga underarter finns listade i Catalogue of Life.